# Фалконе
Фалконе (итал. Falcone) је насеље у Италији у округу Месина, региону Сицилија.
Према процени из 2011. у насељу је живело 2506 становника. Насеље се налази на надморској висини од 6 м.

## Становништво
Према резултатима пописа становништва 2011. у општини је живело 2.874 становника.
| 1936. | 1951. | 1961. | 1971. | 1981. | 1991. | 2001. | 2011. |
| ----- | ----- | ----- | ----- | ----- | ----- | ----- | ----- |
| 2.514 | 2.768 | 2.709 | 2.163 | 2.446 | 2.856 | 2.858 | 2.874 |